# Place des Insurgés-de-Varsovie (Paris)
Pour l’article homonyme, voir Place des Insurgés-de-Varsovie.
La place des Insurgés-de-Varsovie est une voie du 15e arrondissement de Paris.

## Situation et accès
Le côté sud de la place marque la limite du territoire de Vanves.

## Origine du nom

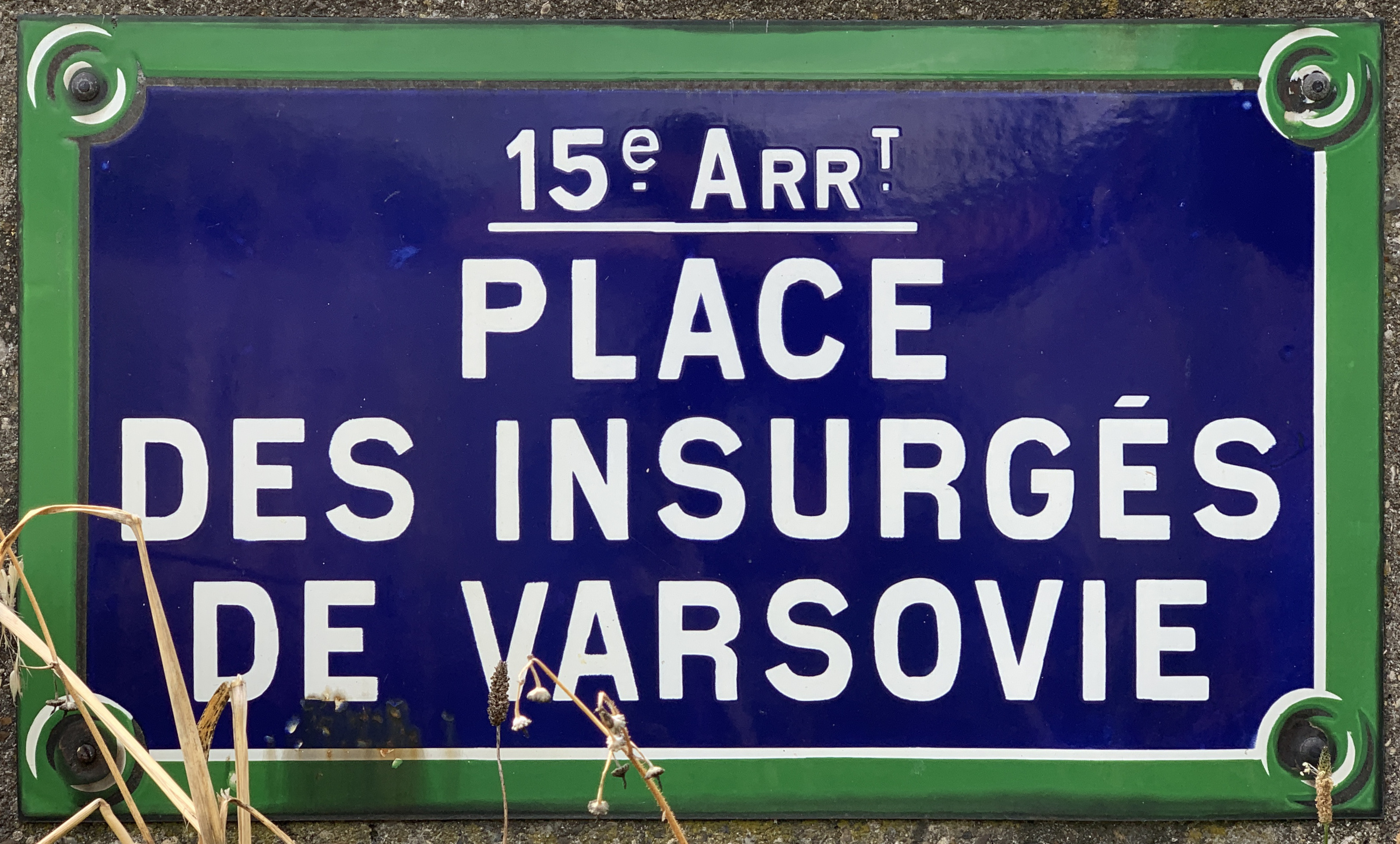
Plaque de la place.

Cette place rend hommage à la Résistance polonaise et aux habitants de Varsovie qui se soulevèrent, du 1er août au 2 octobre 1944, contre l'occupant au cours de la Seconde Guerre mondiale.

## Historique
Alors dénommée « voie X/15 », cette place est créée en 1964-1965 lors de la construction du boulevard périphérique de Paris. Elle prend son nom actuel par arrêté municipal du 30 août 1978.

## Bâtiments remarquables et lieux de mémoire
- Gymnase de la Plaine.